# Panthera tigris virgata
El tigre persa o tigre del Caspio (Panthera tigris virgata) es una subespecie de tigre que se ha considerado extinta durante décadas hasta que recientes estudios genéticos han puesto de manifiesto que en realidad este tigre y el tigre siberiano (Panthera tigris altaica) son la misma subespecie y su distribución era continua hasta hace aproximadamente doscientos años, cuando la acción del ser humano provocó la fragmentación de la misma y finalmente la extinción de esta subespecie en la mayor parte de su área. Su área de distribución original abarcaba la península de Anatolia, el Cáucaso (Georgia, Armenia y Azerbaiyán) con citas históricas bastante al norte del Gran Cáucaso, en la Rusia europea y Ucrania, el Kurdistán, norte de Irak e Irán, Afganistán y gran parte de Asia Central hasta Mongolia y de ahí hasta el extremo oriente de Siberia donde ya se le consideraba como tigre siberiano. Esta subespecie es por tanto la que contaba con un mayor rango de distribución de todas las conocidas, también era la que más hacia el oeste se extendía y la única que llegó a estar presente en Europa; sigue siendo igualmente la que más al este se distribuye. Es además la de mayor tamaño, seguida del tigre de Bengala. Debido a que el tigre del Caspio fue descrito como subespecie con anterioridad al tigre siberiano, el nombre científico correcto para esta subespecie, que incluye a ambos tigres, es Panthera tigris virgata de acuerdo a las normas de nomenclatura científicas, quedando P. t. altaica como sinónimo. En 2017 un equipo de investigadores pertenecientes a la UICN publicaron una nueva clasificación taxonómica de la familia Felidae en la que solo reconocían a dos subespecies de tigres: El tigre de Asia continental (Panthera tigris tigris) el cual agrupa al tigre de Bengala, siberiano, de Indochina, sur de China, malayo así como los extintos tigres del Caspio y los tigres de la Sonda (Panthera tigris sondaica) que agrupa al tigre de Sumatra así como a los ya desaparecidos tigres de Java y Bali, esta evaluación se basa en una extensa revisión de publicaciones recientes sobre la morfología del tigre y su filogeografía.

## Descripción
El pelaje del tigre del Caspio era amarillo dorado, un poco más apagado que el del tigre de Bengala y con más zonas blancas en costados y cara. Las rayas, en lugar de ser negras, tenían un color marrón de distintas tonalidades e incluso se volvían amarillentas en las zonas blancas cercanas al vientre. En invierno, el pelo crecía bastante para soportar el frío clima que se adueñaba entonces de las montañas de Asia centro - occidental, especialmente en el vientre y la característica barba o pequeña melena de la zona de las mejillas y garganta.
Los machos eran más grandes que las hembras, los machos pesaban entre 169-181 kg, llegando hasta los 240 kg, con una longitud de 2,65-2,95  m, mientras que las hembras pesaban hasta 130 kg.
El cuerpo era bastante robusto, y algo alargado, con patas fuertes y bien desarrolladas rematadas por unas garras excepcionalmente largas, más grandes que las de cualquier otro tigre. Las largas a la par que robustas patas les permitían recorrer largas distancias; de hecho, esta subespecie de tigre, al contrario que las otras, emigraba cada año siguiendo las manadas de saigas, asnos salvajes, ciervos y camellos de los que se alimentaba. Debido a esto, los kazajos lo conocían como "leopardo viajero", en contraste con el auténtico leopardo que aún habita en Turkmenistán y es de carácter sedentario. En cuanto a la cola, era bastante corta y estaba surcada por rayas blancas y pardo-amarillentas alternadas.
Los tigres del Caspio evitaban las zonas más secas y descubiertas de su entorno, fijando su hábitat característico en los tugai, las zonas cubiertas de bosques, matorrales y hierbas que se concentraban en torno a los cursos fluviales, y de las que el tigre dependía para camuflarse y acechar a sus presas.

## Reproducción
Los tigres del Caspio eran animales solitarios, relacionándose raramente con otros animales de su especie fuera de la época de reproducción, que solía situarse a finales del invierno o en primavera. Tras una gestación de aproximadamente cien días, las tigresas daban a luz dos o tres cachorros ciegos y desvalidos que no abrían los ojos hasta diez días después del nacimiento. A las dos semanas ya salían del nido original y seguían a su madre, llegando el destete a las ocho semanas. Hacia las once semanas comenzaban a practicar las técnicas de caza junto a su madre, aunque todavía dependerían de ésta durante algún tiempo más.
Por término medio, una tigresa del Caspio tenía una camada cada tres o cuatro años, siendo la esperanza de vida de cada individuo de unos diez  quince.

## Historia y extinción
Los tigres actuales descienden de una sola población original que durante el Pleistoceno habitaba al sur de Siberia y luego emigró hacia el sur empujada por las glaciaciones, expandiéndose por gran parte del continente asiático. El tigre del Caspio o tigre siberiano se originó a partir del único grupo que emigró hacia Occidente, desde la actual China, por el mismo pasó utilizado por el hombre milenios después para ruta de la seda, mientras el resto lo hacía siguiendo la costa china hacia el sur. Por ello, durante décadas se dio por sentado que el tigre del Caspio era seguramente la subespecie con más diferencias genéticas respecto al resto de tigres hasta que la investigación genética de 2009 realizada por la Universidad de Oxford demostró que el tigre del Caspio y el tigre siberiano (P. t. altaica) no tenían diferencias genéticas suficientes para ser considerados subespecies distintas y que además la reducida variabilidad genética observada en el tigre siberiano a día de hoy podía ser consecuencia de un fenómeno natural y no del cuello de botella sufrido a principios del siglo XX por la exigua población que sobrevivía en el Extremo Oriente ruso. Separados por un solo marcador del ADN mitocondrial, se cree que las numerosas subpoblaciones fragmentadas por la acción humana en Asia Central y en el Extremo Oriente ruso, quedaron aisladas definitivamente hace menos de doscientos años. Hasta entonces, a tenor de los numerosas citas históricos existentes, su distribución era continua desde Anatolia hasta el Mar de Japón. Estos resultados sugieren además que es posible volver a introducir al tigre siberiano en aquellos puntos de su extensa área de distribución original que aún mantienen las condiciones necesarias para establecer una población viable.
Una leyenda afirma que el río Tigris, en Mesopotamia, recibió su nombre después de que uno de los numerosos tigres de sus orillas cruzase sus turbulentas aguas mientras llevaba una princesa embarazada sobre su lomo.

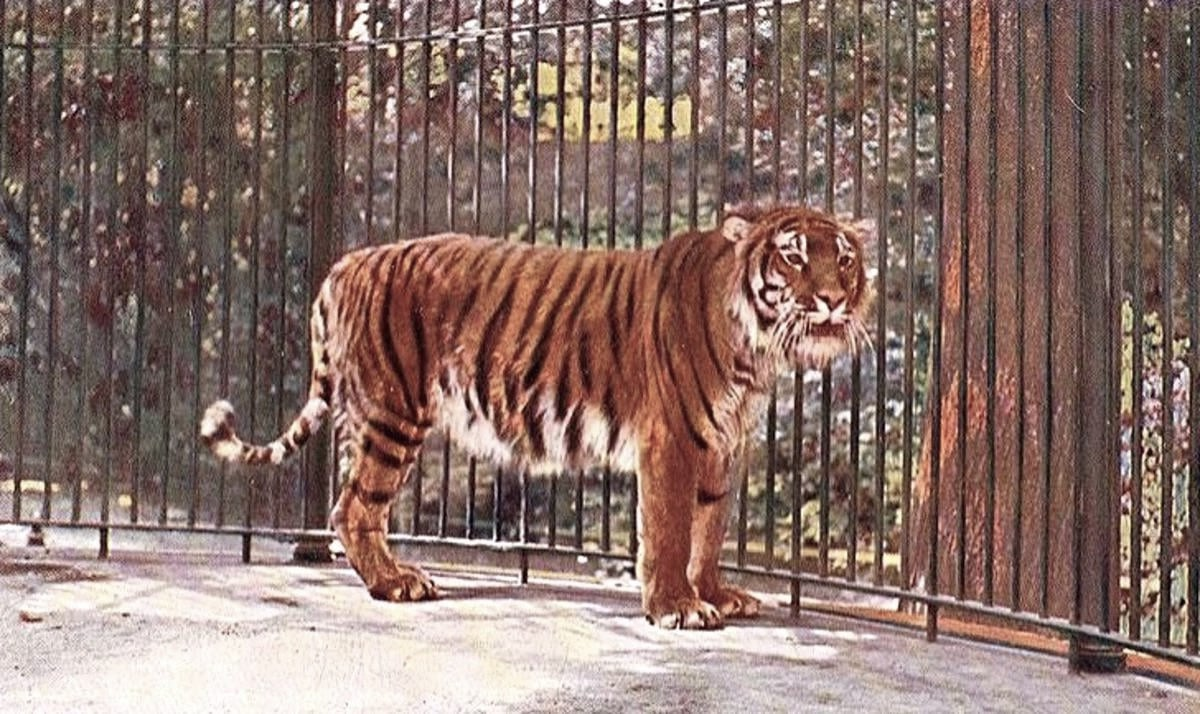
Otra fotografía tomada en Berlín.

Con el progresivo aumento de la población y presión humana, el tigre del Caspio redujo lentamente su área de ocupación. Se cree que en tiempos de la Antigua Grecia, el tigre ya solo alcanzaba por el oeste los límites orientales de Anatolia, y por ello no fue conocido por los griegos hasta las campañas de Alejandro Magno contra los persas. Los romanos capturaron algunos tigres del Caspio para usarlos en el circo, generalmente con el fin de enfrentarlo en la arena al otro felino gigante conocido en el mundo antiguo: el león del Atlas.
La subespecie no sufrió realmente hasta la llegada de las medidas previstas por los zares de Rusia para ocupar efectivamente las tierras fronterizas de Asia Central y el Cáucaso, y así poder reclamarlas sin discusión posible. En los inicios del siglo XX se decidió que no había lugar para el tigre en las tierras que bordeaban el mar Caspio y se ordenó al ejército que se asegurase de exterminarlo, labor que completó en poco tiempo. Tras los soldados llegaban colonos que deforestaban los bosques y roturaban intensivamente la tierra para dedicarla al cultivo de arroz y algodón preferentemente, por lo que si algún tigre sobrevivía al exterminio directo acababa pereciendo o siendo expulsado de una zona por culpa de la destrucción de su hábitat. También se cazaron sus presas principales, especialmente el jabalí, y se persiguió al tigre por su piel.
Al éxito obtenido en la colonización de las tierras bajas del Caspio le siguieron nuevos proyectos similares en el mar de Aral, los grandes valles fluviales como el del Sir Daria y el Amu Daria y finalmente las zonas montañosas que hacían frontera con China, Afganistán y Persia. La última de estas zonas donde habitaron los tigres del Caspio fue Tigrovaya Balka, hoy en día una reserva natural enclavada en Kirguistán. Se han documentado supuestos avistamientos en esta área hasta la década de los 50, pero siempre sin confirmar. En Tayikistán se dieron avistamientos hasta una fecha tan avanzada como 1961.
Una política similar en el Cáucaso durante la ya fundada Unión Soviética exterminó al tigre en el moderno Azerbaiyán a principios de siglo, aunque en 1964 se informó de algunos ejemplares que había recolonizado el área desde Irán y luego desaparecieron. En el extremo oriental de la subpoblación occidental, el lago Baljash, la extinción pudo ocurrir entre 1930 y 1940. La prohibición de cazar tigres en la URSS, proclamada en 1947, llegó demasiado tarde para el tigre del Caspio en su subpoblación occidental, pero sirvió para salvar a la subpoblación oriental de esta subespecie, en el Extremo Oriente ruso, considerada durante décadas como otra subespecie, lo que hizo que se diera por extinto al tigre del Caspio.

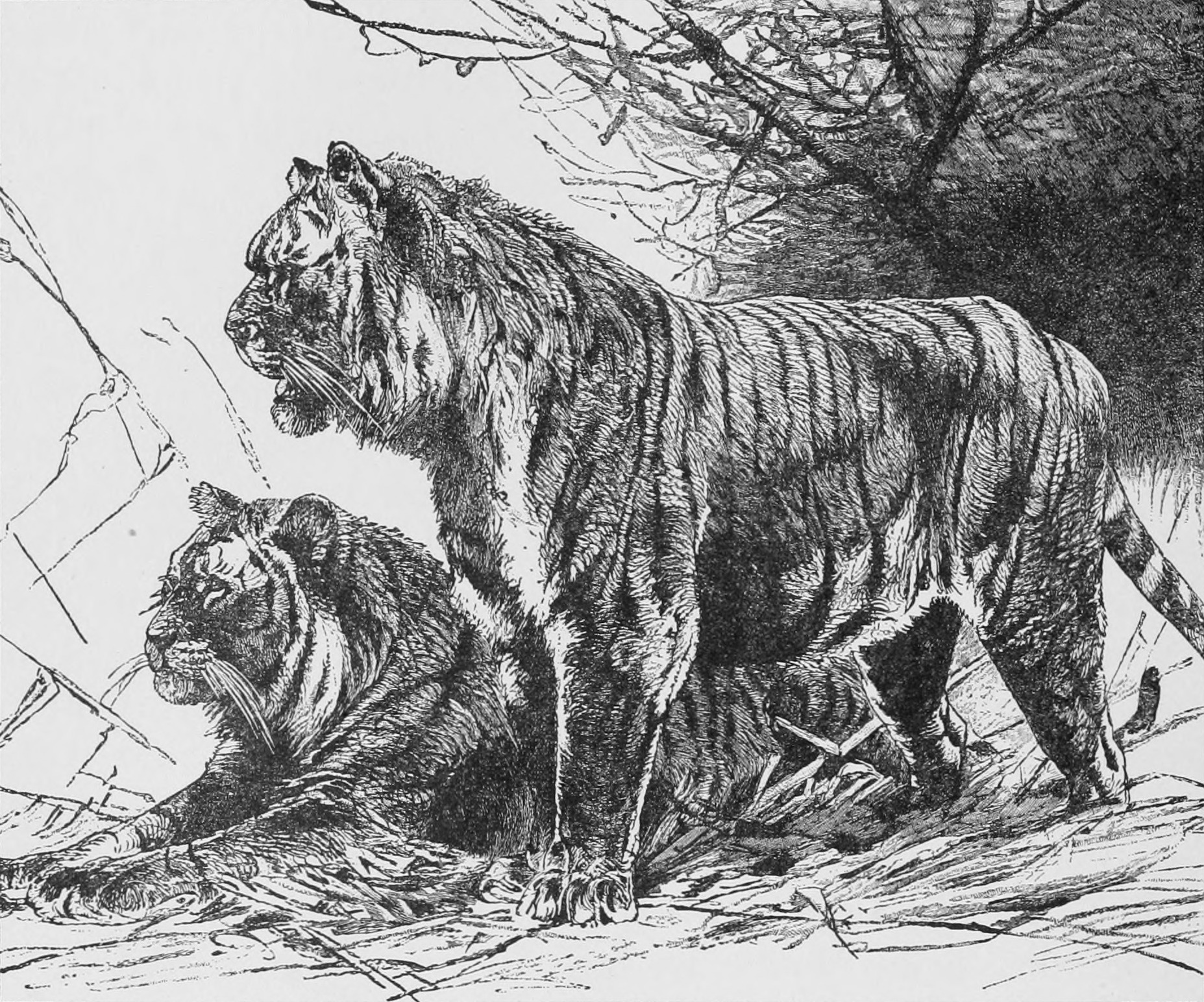
Recreación artística.

Las fechas de desaparición del tigre del Caspio en otros países son más dudosas. La extinción del tigre persa en la cuenca del Tarim (China) suele situarse en torno a 1920, cuando una mala política de aguas aceleró la desertización de la zona. La fecha de desaparición para Afganistán se ignora, mientras que la más aceptada para Irán es 1959, cuando se tiroteó un ejemplar en el parque nacional de Golestán, al este del país. No obstante, ha habido avistamientos en estos dos últimos países durante la década de los 60 e incluso después. En Afganistán incluso se dijo que un ejemplar fue abatido nada menos que en 1997, en el norte del país, pero la noticia es muy poco fiable y existen razones para pensar que el animal muerto era en realidad un leopardo.
El caso del tigre en Turquía es bastante curioso. La legislación de los años 30 en este país consideraba al tigre como una peste en Anatolia oriental, un estatus legal que no se cambió hasta 2004. Cuando se informó de la extinción del tigre en Irán, nadie pensó que pudiera sobrevivir en un país bastante más antropizado como Turquía y la subespecie se consideró como totalmente desaparecida. 
Sin embargo, en 1970 se mató un ejemplar en Uludere, Şırnak (Uludere era una provincia sub-de Hakkari, en 1970), al este del país. Un botánico que trabajaba en la zona llegó a fotografiar la piel del animal en 1972, al que se juzgó joven (y por tanto indicio de la presencia de otros ejemplares maduros) según la distribución de sus rayas. Sin embargo, las distintas expediciones de científicos turcos a la zona no han conseguido dar con ningún ejemplar vivo, a pesar de que varios civiles y militares destacados en la frontera con Irak y Siria han afirmado haber visto ejemplares en la zona en alguna ocasión. 
Algunos excazadores furtivos incluso aseguran que mataron de tres a cinco tigres en la región durante la década de los 80 y luego vendieron las pieles de forma clandestina en Irak; pero como era de esperar, siempre aparece el fantasma de una posible confusión con leopardos, que siguen habitando la zona.
Una nueva expedición, más exhaustiva, investigó el área en 2005, sin que por el momento hayan trascendido sus conclusiones.
Rusia e Irán han discutido la posibilidad de iniciar la reintroducción del tigre en el norte del país persa.
Igualmente se están considerando áreas de Uzbekistán y Kazajistán para reintroducir la subespecie en puntos de su área de distribución original en Asia Central.